# Друштво генетичара Србије
Друштво генетичара Србије (акроним ДГС) је добровољна, невладина и непрофитна организација која окупља научне, просветне и стручне раднике који се баве фундаменталним и примењеним генетичким истраживањима. У циљу остваривања заједничких циљева Друштво се удружује са домаћим и страним научним друштвима. Чланство у Друштву је добровољно, а приступање Друштву врши се потписивањем приступнице или електронском регистрацијом и уплатом чланарине.

## Историја
Друштво генетичара Србије основано је 1968. године под називом Друштво генетичара Србије и регистровано у СУП-у Београда. Упоредо са оснивањем, Друштво је почело са издавањем часописа Генетика. Статутом Друштва из 1984. године, назив је промењен у Удружење генетичара Србије, јер је било део Савеза генетичара Србије и члан Савеза генетичких друштава Југославије и члан Савеза биолошких научних друштава Југославије.
Удружење генетичара Србије је током 1993. године променило назив у Савез генетичара Србије и под тим називом је приликом верификације Статута извршен упис у СУП Београда решењем број 212 - 1 - 203/96.
Дана 22. маја 1996. Друштво генетичара Србије је регистровано као научно друштво у Министарству науке Србијеи у том статусу ради и данас.

## Чланови Друштва
Чланови Друштва могу бити:
Редовни чланови  - научни и стручни радници у области генетике и сродних наука, који изјаве жељу за упис у Друштво, прихвате Статут Друштва и редовно плаћају чланарину.
Почасни чланови - могу постати сви научни, просветни и стручни радник из Србије и иностранства који је значајно допринео развоју генетике и раду Друштва. Почасне чланове бира Скупштина Друштва на основу писаног и образложеног предлога Председништва или на основу писаног и образложеног предлога најмање пет редовних чланова Друштва.
Чланови Друштва могу бити и лица ван граница Републике Србије, у складу са законом.

## Циљеви и задаци
Друштво генетичара Србије своје основне циљеве организовања, подстицања и координирања чланова који се баве научним, образовним и другим делатностима у свим областима генетике, остварује кроз:
- развијање и унапређење свих области генетике
- стимулацију примене резултата генетичких истраживања у пракси и образовном процесу,
- рад на континуираном стручном усавршавању свих заступљених профила како би се стално пратила и примењивала најсавременија сазнања из генетике
- неговање и применр гетичких принципа у научном, академском и стручном раду
- оперативни и флексибилни рад организације како би се омогућило сваком члану да искаже своје креативне способности,
- допринос  размени научних сазнања и информација,
- подстицање сарадњу и комуникацију чланова са колегама у земљи и иностранству,
- сарадњу са сродним друштвима и асоцијацијама у земљи и иностранству,
- организовање научних и стручних домаћих и међународних скупова и трибине,
- стварање повољних услова за несметан рад професионалних кадрова, и подстицај развоја научног подмладка,
- популаризацију и подстицај ширења знања у свим областима генетике
- предлагање истакнутих чланове Друштва за научна и друштвена признања, као и за чланства у научним и стручним институцијама,
- издавање  научних и стручних часописа
- организовање  научних и стручних скупова
- учешће  чланова Друштва на научним и стручним скуповима у Србији и иностранству
- јавна иступања чланова Друштва ради популаризације свих области генетике,
- сарадњу са научним, просветним, привредним и другим организацијама у Србији и иностранству.

## Издавачка делатност
Друштво генетичара Србије у циљу обезбеђивања успешног одвијања научног и стручног рада његових чланова обавља и издавачку делатност, и самостално издаје часопис Генетика,  и друге научне и стручних публикација, као и промотивне материјала за популаризацију генетике.